# La Bâtie-Neuve (tổng)
Tổng Bâtie-Neuve là một tổng ở tỉnh Hautes-Alpes trong vùng Provence-Alpes-Côte d'Azur.

## Địa lý
Tổng này được tổ chức xung quanh La Bâtie-Neuve thuộc quận Gap. Độ cao thay đổi từ 608 m (Valserres) đến 2 420 m (La Bâtie-Neuve) với độ cao trung bình 877 m.

## Hành chính
| Giai đoạn | Ủy viên         | Đảng | Tư cách |
| --------- | --------------- | ---- | ------- |
| 2004-2011 | Joël Bonnaffoux | PS   |         |

## Các đơn vị cấp dưới
Tổng Bâtie-Neuve gồm 8 xã với dân số là 3 704 habitants (recensement de 1999 sans doubles comptes).
| Xã                    | Dân số | Mã bưu chính | Mã insee |
| --------------------- | ------ | ------------ | -------- |
| Avançon               | 330    | 05230        | 05011    |
| La Bâtie-Neuve        | 1 687  | 05230        | 05017    |
| La Bâtie-Vieille      | 246    | 05000        | 05018    |
| Montgardin            | 380    | 05230        | 05084    |
| Rambaud               | 279    | 05000        | 05113    |
| La Rochette           | 375    | 05000        | 05124    |
| Saint-Étienne-le-Laus | 215    | 05130        | 05140    |
| Valserres             | 192    | 05130        | 05176    |

## Biến động dân số
| 1962                                                     | 1968  | 1975  | 1982  | 1990  | 1999  |
| -------------------------------------------------------- | ----- | ----- | ----- | ----- | ----- |
| 1 809                                                    | 1 879 | 1 949 | 2 449 | 3 150 | 3 704 |
| Nombre retenu à partir de 1962 : dân số không tính trùng |       |       |       |       |       |